# Cratere Mouchez

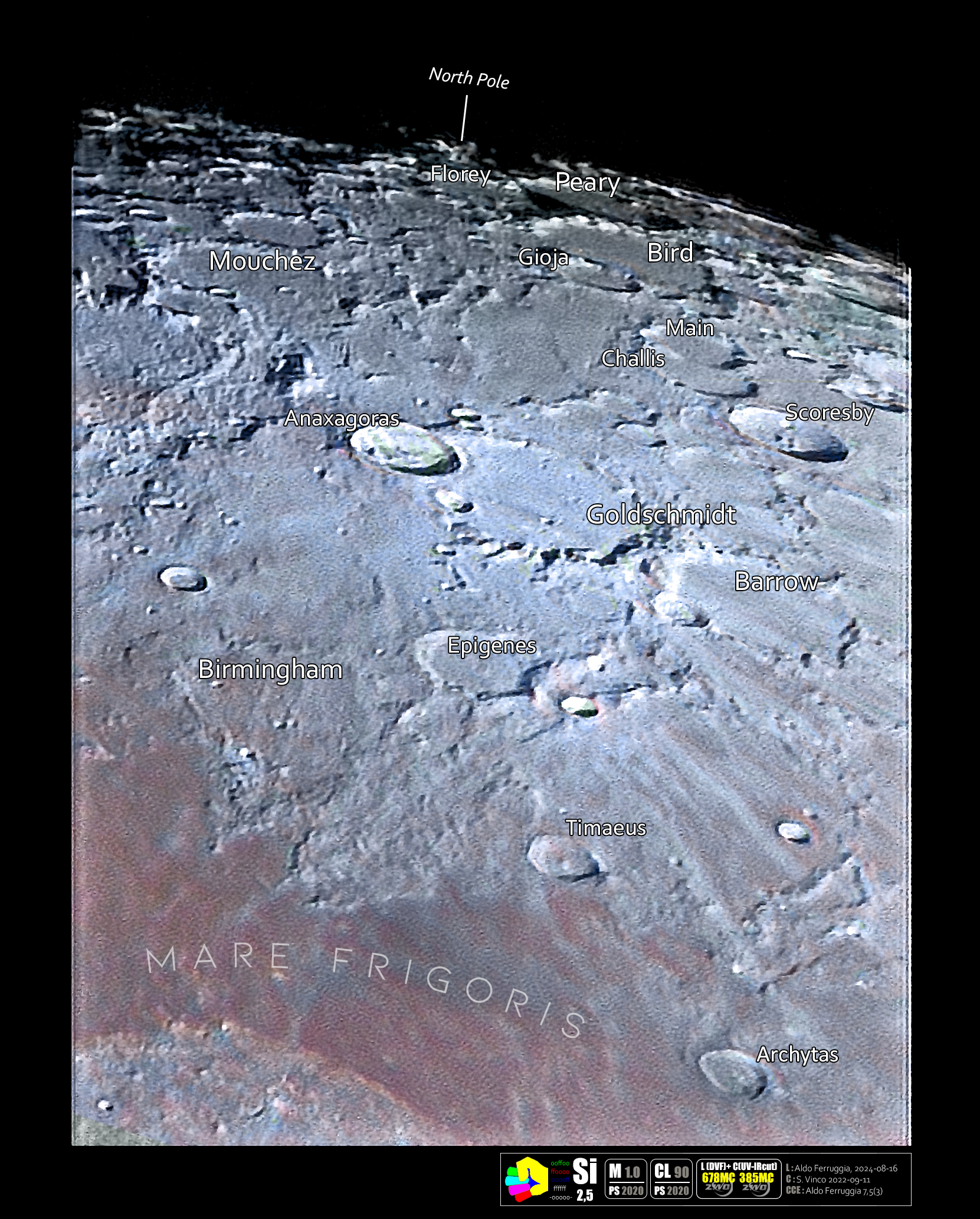
Immagine dell'area del cratere in formato Si. Vedi anche:

Mouchez è un cratere lunare di 82,78 km situato nella parte nord-occidentale della faccia visibile della Luna.